# Sub Sub
Sub Sub — британская рок-группа, основанная братьями-близнецами Джезом и Энди Уильямсами, а также Джими Гудвином. После распада Sub Sub, её участники создали новую группу Doves.

## История
Братья-близнецы Джез и Энди Уильямсы и их школьный приятель Джими Гудвин вместе писали песни, начиная с 1985 года. Дебютный сингл «Space Face» вышел в январе 1991 года. Трио играли в стиле мэдчестер, достаточно быстро прогрессируя, и уже в 1993 году их сингл «Ain’t No Love (Ain’t No Use)» достиг 3-го места в британском хит-параде. Через год, в сентябре 1994 года Sub Sub выпустили дебютный альбом «Full Fathom Five». В 1996 году, в день рождения Уильямсов, в результате повреждения электропроводки в студии музыкантов произошёл пожар, и она полностью сгорела. Уничтоженными оказались все материалы к готовившемуся в то время второму альбому группы, а также всё оборудование. После этого Sub Sub фактически прекратили своё существование, чтобы через два года возродиться как Doves.